# كونستانتين يونوف
كونستانتين يونوف (بالروسية: Ионов, Константин Владимирович)‏ هو لاعب كرة قدم روسي في مركز الهجوم، ولد في 29 مارس 1983 في موسكو في روسيا. لعب مع نادي أوفا ونادي روستوف أون دون ونادي ساتورن رامنسكوي.